# 2002 GJ166
2002 GJ166, também escrito como 2002 GJ166, é um objeto transnetuniano que está localizado no Cinturão de Kuiper, uma região do Sistema Solar. Este corpo celeste é classificado como um plutino, pois, o mesmo está em uma ressonância orbital de 2:3 com o planeta Netuno. Ele possui uma magnitude absoluta de 7,9 e tem um diâmetro estimado com 116 km.

## Descoberta
2002 GJ166 foi descoberto no dia 9 de abril de 2002 pelo astrônomo Marc W. Buie.

## Órbita
A órbita de 2002 GJ166 tem uma excentricidade de 0,207 e possui um semieixo maior de 39,271 UA. O seu periélio leva o mesmo a uma distância de 31,150 UA em relação ao Sol e seu afélio a 47,391 UA.